# 鈴木一也 (オーシャンアスリート)
鈴木 一也（すずき かずや、1979年12月1日 - ）は、日本のオーシャンアスリート。日本人初の伊豆大島〜茅ヶ崎間の単独泳断成功、日台黒潮泳断チャレンジ2011発起人。群馬県出身。

## 経歴
- 1998年 日大豊山高校卒業
- 2002年 明治大学卒業
- 2009年 伊豆大島〜茅ヶ崎間の単独泳断成功
- 2011年 日台黒潮泳断チャレンジ2011

## 大会実績
- 全国中学校水泳大会 個人優勝
- 全国ジュニアオリンピック水泳大会 個人優勝
- 国民体育大会(東京都代表) リレー 総合優勝
- インターハイ 個人3位 リレー 総合優勝
- 全日本ライフセービング室内選手権大会 個人3連覇
- 全日本ライフセービング選手権大会 個人優勝
- アジアライフセービング室内選手権(香港) 日本代表 個人3位 総合優勝
- 全豪選手権(AUS)日本代表
- アジアパシフィックライフセービング室内選手権(シンガポール) 日本代表 個人準優勝
- ライフセービング世界大会(ドイツ) 日本代表
- Hukilau Challenge Japan Club Champs ELITEクラス 優勝
- ココスインターナショナル(グアム) 優勝

## 人物
1979年12月1日、群馬県生まれ。パナソニック（株）勤務。
幼少の頃から大学卒業まで、競泳を続け、国体など各大会でトップレベルの成績を残す。2005年からはライフセービングの活動をサザンビーチで始め、2006年にはアウトリガーカヌーの活動を始める。
現在、3年連続で伊豆大島－茅ケ崎間、68キロの泳断にチャレンジ（成功は2009年のみ）し、10年連続のチャレンジを目指す。2011年9月、沖縄・与那国島から台湾・蘇澳まで黒潮の流れる東シナ海110kmをスイマー6人で泳ぎ、被災地から復興義援金のお礼メッセージを伝える「日台黒潮泳断チャレンジ2011」に成功。神奈川県茅ケ崎在住。

## 社会貢献活動
オーシャンアスリート、会社員として活動するかたわら、NPO法人earthlysoulを立ち上げ茅ヶ崎を中心に毎年夏に子供向けのイベントを主催している。2011年にはお台場でも開催。
この地域活動および日台黒潮泳断チャレンジ2011の功績が称えられ、2011年に茅ヶ崎市より特別表彰を受ける。